# Maldonado (Carchi)
Maldonado ist eine Ortschaft und eine Parroquia rural („ländliches Gemeinde“) im Kanton Tulcán der ecuadorianischen Provinz Carchi. Die Parroquia besitzt eine Fläche von 206,3 km². Die Einwohnerzahl lag im Jahr 2010 bei 1703.

## Lage
Die Parroquia Maldonado liegt in den Anden im äußersten Norden von Ecuador. Das Verwaltungsgebiet liegt direkt an der kolumbianischen Grenze und hat eine Längsausdehnung in WNW-OSO-Richtung von 26 km. Im äußersten Osten erhebt sich an der Staatsgrenze der 4698 m hohe Vulkan Chiles. Der etwa 1200 m hoch gelegene Hauptort Maldonado liegt am Grenzfluss Río San Juan 45 km westnordwestlich der Provinzhauptstadt Tulcán. Die Fernstraße E182 verbindet Maldonado mit Tulcán.
Die Parroquia Maldonado grenzt im Norden Kolumbien, im Osten an die Parroquia Tufiño, im Süden und im Südwesten an die Parroquias La Libertad und El Goaltal (beide im Kanton Espejo) sowie im Westen an die Parroquia El Chical.

## Orte und Siedlungen
In der Parroquia gibt es folgende Comunidades:
- Bellavista
- Chilma Alto
- Chilma Bajo
- Depiedra Liza
- El Laurel
- El Plata
- La Chorrera
- Puente Palo
- Río Plata
- Santa María

## Geschichte
Die Parroquia Maldonado wurde am 15. Oktober 1909 gegründet.

## Ökologie
Der Südwesten der Parroquia befindet sich innerhalb des Schutzgebietes Bosque Protector Golondrinas.